# Schütte-Lanz G.I-V
Die Schütte-Lanz G-Typen waren mehrmotorige Großbomber der deutschen Luftstreitkräfte im Ersten Weltkrieg.

## Entwicklung

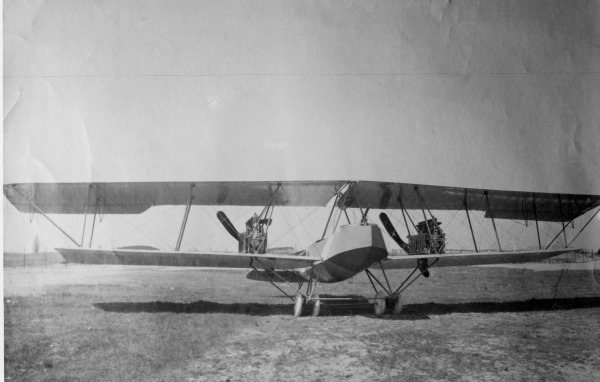
Schütte-Lanz G.I

Das Kerngeschäft der Firma Schütte-Lanz war der Bau von Militärluftschiffen; es ist daher wenig bekannt, dass das Unternehmen sich auch mit der Entwicklung und Fertigung von Flugzeugen befasste. Schütte-Lanz beteiligte sich zwar als Lizenznehmer an zahlreichen Flugzeugproduktionen, u. a. der Riesenflugzeuge von Zeppelin (Staaken), eine Zielsetzung blieb jedoch die Entwicklung eines eigenen Großbombers.
1915 entstand der Entwurf des Schütte-Lanz G.I, von dem vermutlich nur ein Prototyp getestet wurde. Das Flugzeug wurde von zwei 160-PS-Motoren angetrieben, hatte eine Spannweite von 22 m, eine Länge von 12 m und eine Flügelfläche von 100 m². Bei einer Leermasse von 1850 kg und einer Startmasse von 3100 kg erzielte das Flugzeug eine Geschwindigkeit von 125 km/h.

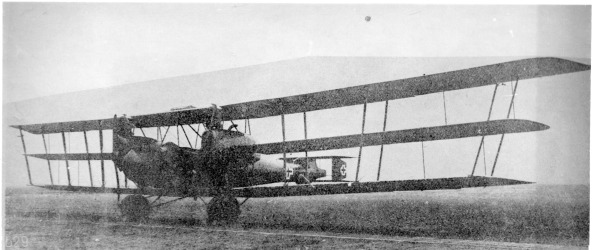
S-L G.V bzw. LVG G.III

Die Typen G.III und G.IV blieben Projektstudien für einen zweimotorigen Dreideckerbomber mit 24,6 m Spannweite. 1918 erschien der G.V, dessen Produktion in Lizenz bei der Luftverkehrsgesellschaft (LVG) als LVG G.III in Auftrag gegeben wurde. Das Flugzeug sollte von zwei 260-PS-Maybach-Motoren angetrieben werden. Das Flugzeug wurde erst kurz vor Kriegsende fertiggestellt.

## Technische Daten LVG III
| Kenngröße             | Daten                                                                                |
| --------------------- | ------------------------------------------------------------------------------------ |
| Besatzung             | 2                                                                                    |
| Länge                 | 10,25 m                                                                              |
| Spannweite            | 24,50 m                                                                              |
| Höhe                  | 3,90 m                                                                               |
| Flügelfläche          | ? m²                                                                                 |
| Leermasse             | 2960 kg                                                                              |
| Startmasse            | 4100 kg                                                                              |
| Triebwerk             | zwei wassergekühlter 6-Zylinder-Reihenmotor Maybach mit 260 PS (191 kW) Nennleistung |
| Höchstgeschwindigkeit | 130 km/h auf Meereshöhe                                                              |
| Steigleistung         | auf 3000 m: 20 min                                                                   |
| Dienstgipfelhöhe      | ? m                                                                                  |
| Reichweite            | 700 km                                                                               |
| Brennstofftank        | 900 l                                                                                |
| Flugdauer             | 5,5 h                                                                                |

## Einsatz
Über einen Einsatz der Schütte-Lanz-Großbomber ist nichts bekannt.